# Liste des phares du Massachusetts
Liste des phares du Massachusetts :

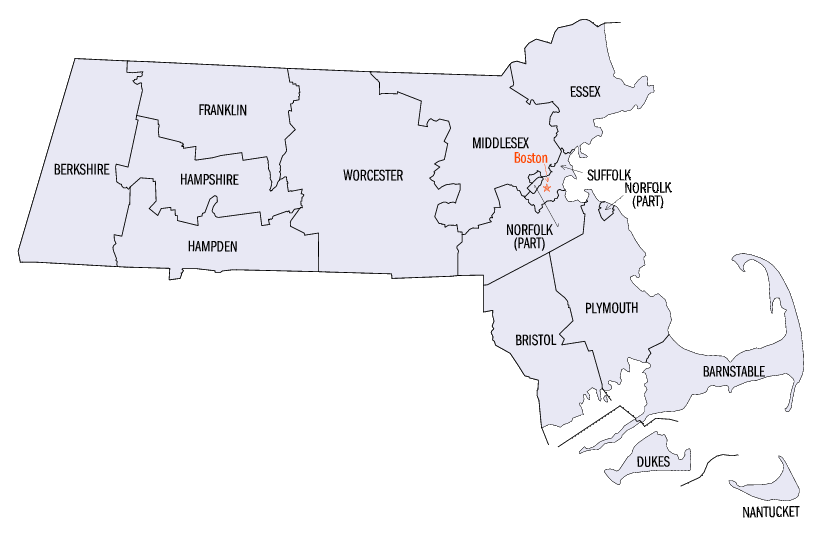
Carte du Massachusetts

Les aides à la navigation dans le Massachusetts sont gérées par le premier district de l' United States Coast Guard , mais la propriété (et parfois l’exploitation) de phares historiques a été transférée aux autorités et aux organisations de préservation locales.
Leur préservation est assurée par des sociétés locales de la American Lighthouse Foundation (en) et sont répertoriés au Registre national des lieux historiques (NRHP) (*).

## Comté d'Essex

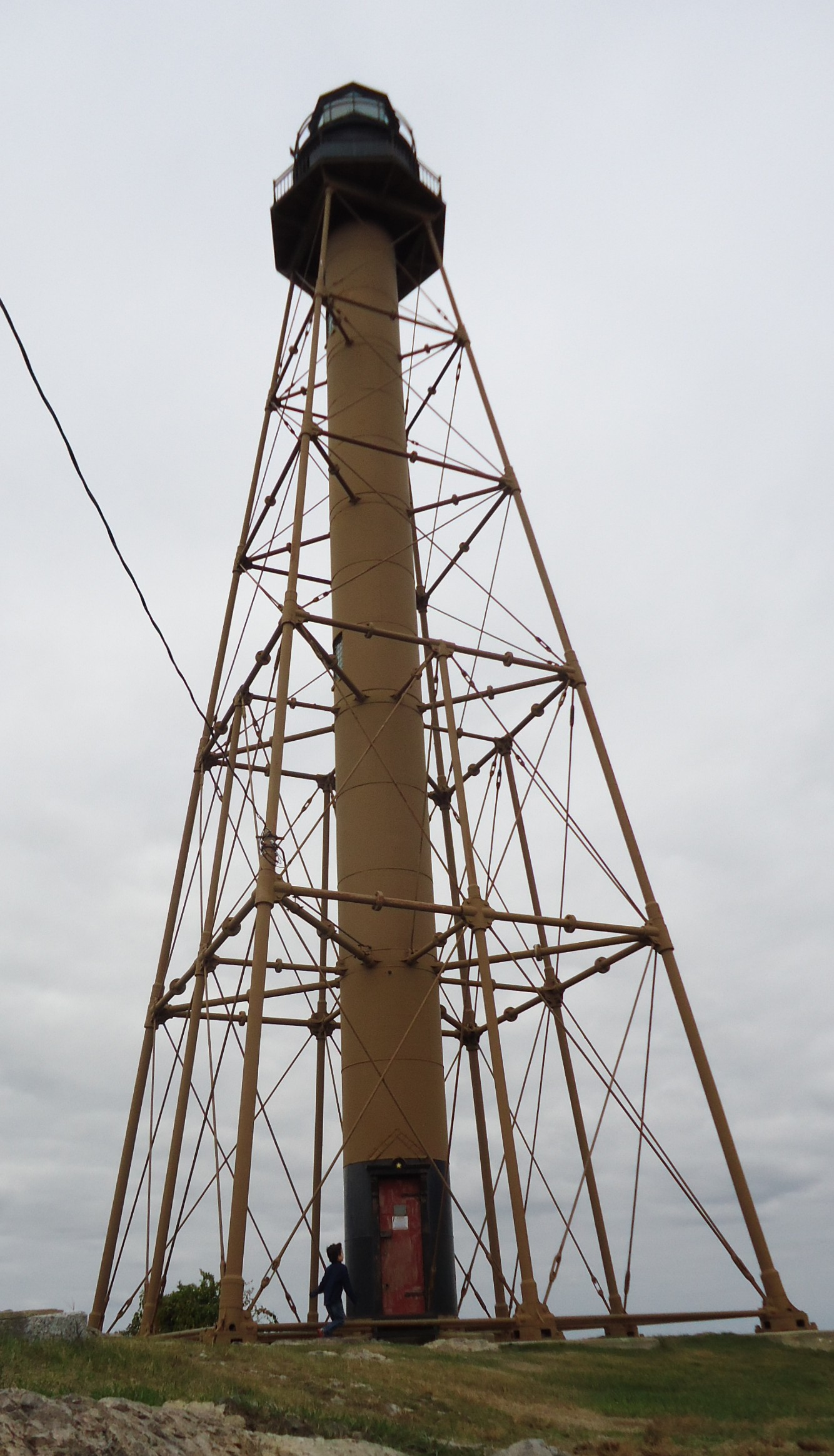
Marblehead

| - Phare de Newburyport * - phare avant de Newburyport * - Phare arrière de Newburyport * - Phares d'Ipswich - Phare d'Annisquam Harbor * - Phare de Bakers Island * - Phare de Straitsmouth Island * - Phare nord de Thacher Island * - Phare sud de Thacher Island * | - Phare de Eastern Point * - Phare de Ten Pound Island * - Phare avant de Hospital Point * - Phare arrière de Hospital Point - Phare de Fort Pickering * - Phare de Derby Wharf * - Phare de Marblehead (Massachusetts) * - Phare d'Egg Rock (Massachusetts) |

## Comté de Suffolk
- Phare de The Graves *

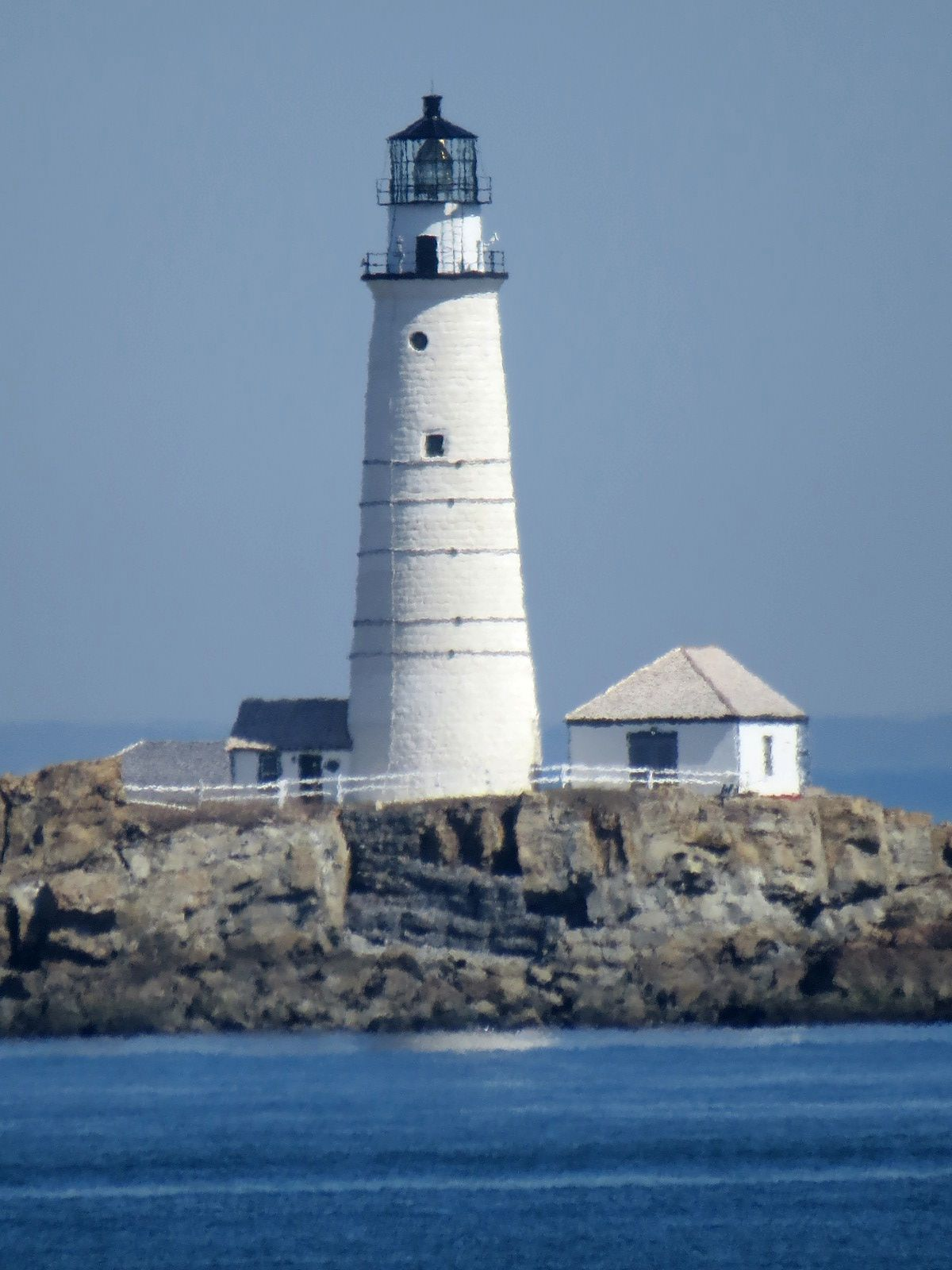
Boston Harbor

- Phare de Deer Island (Massachusetts)
- Phare de Long Island Head *
- Nixes Mate (amer) *
- Phares de Lovells Island
- Phare de Boston Harbor *
- Phares de Broad Sound Channel
- Phares de Spectacle Island

## Comté de Norfolk
- Phare de Minot's Ledge *

## Comté de Plymouth
- Phare de Scituate *

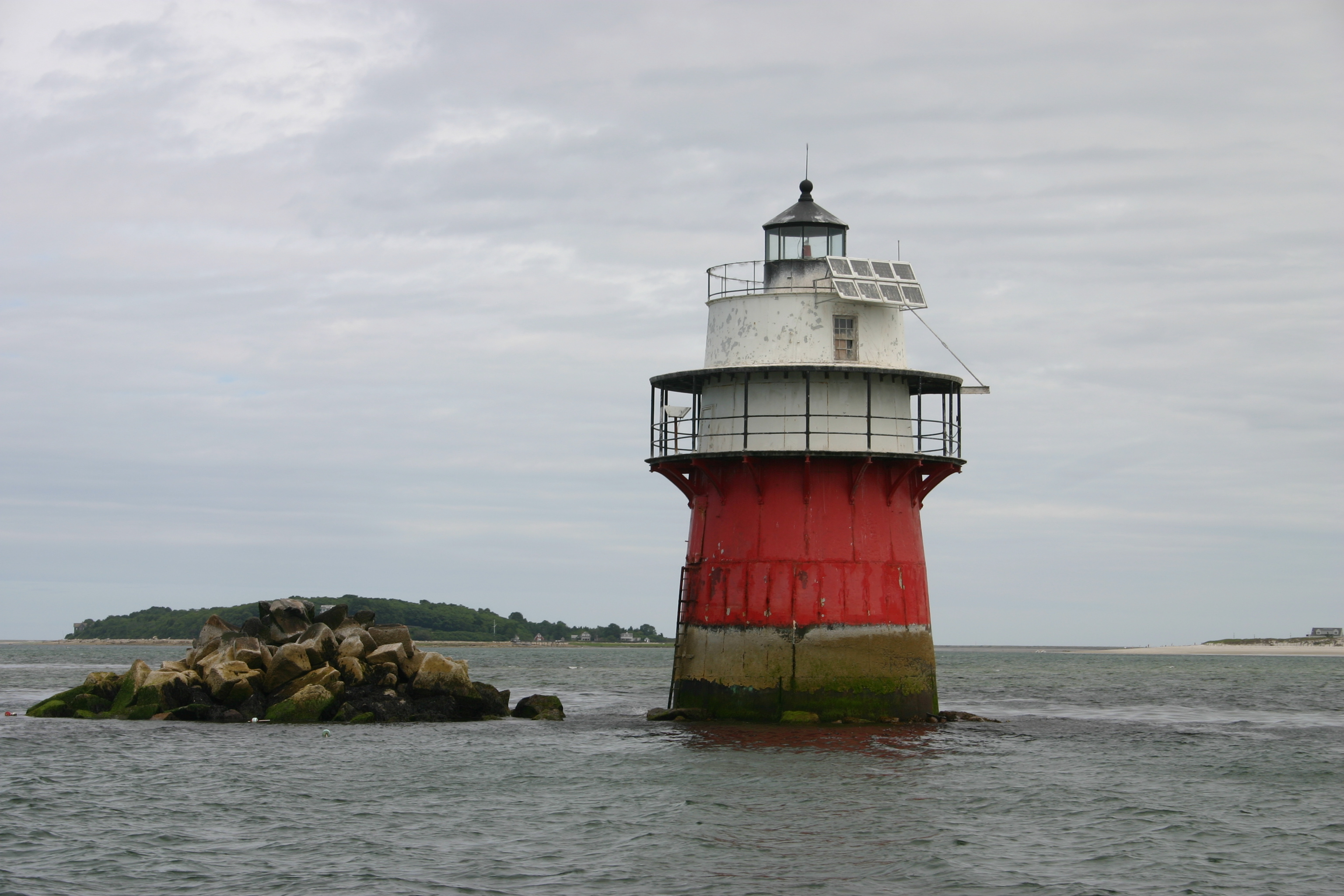
Duxbury Pier

- Phare de Plymouth (Massachusetts) *
- Phare de Duxbury Pier *
- Phare de Bird Island *
- Phare de Ned Point *

## Comté de Barnstable

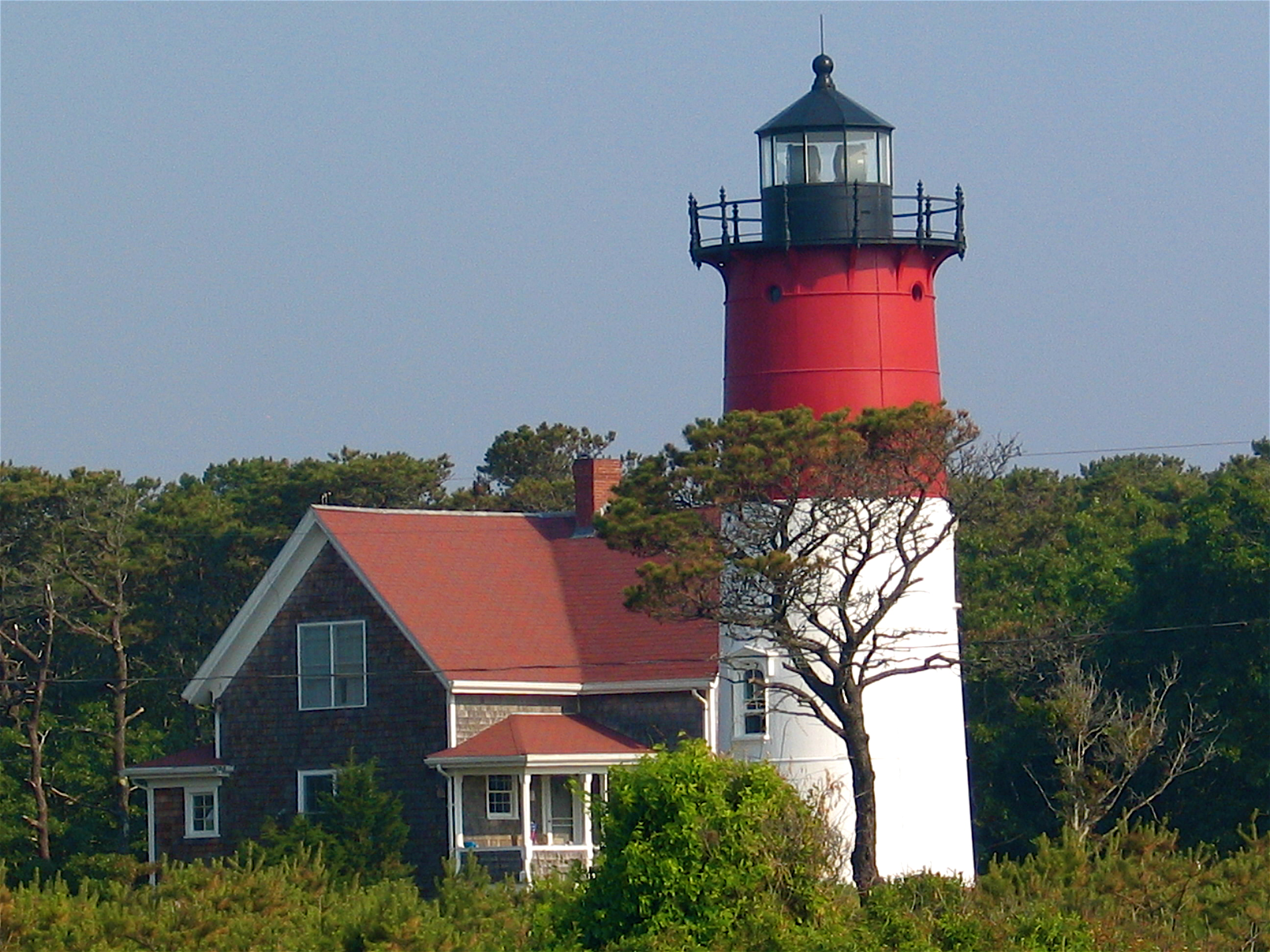
Phare de Nauset

| - Phare de Sandy Neck * - Phare Mayo Beach - Phare de Long Point * - Phare de Wood End * - Phare de Race Point * - Phare d'Highland * - Phare de Nauset * - Phare de Chatham * - Phare de Monomoy Point * - Phare de Stage Harbor | - Phare de West Dennis - Phare de Bishop and Clerks * - Point Gammon Light (en) - Hyannis Rear Range Light (en) - Phare de Nobska Point * - Phare de Cleveland East Ledge * - Phare de Wing's Neck * - Billingsgate Island Light (en) - Phare de Dumpling Rocks - Falmouth Inner Light (en) |

## Comté de Bristol

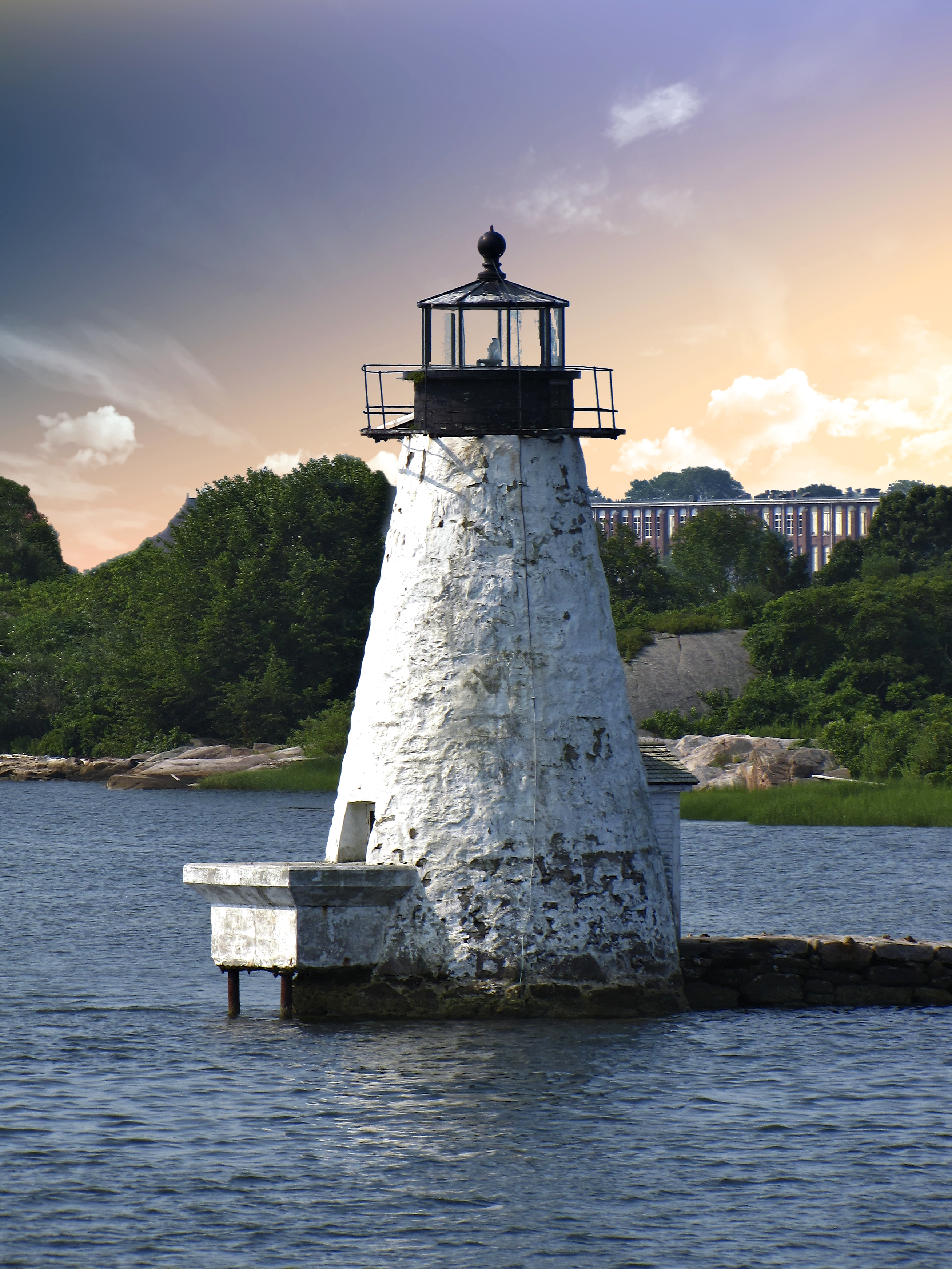
Palmers Island

- Phare de Palmer Island *
- Phare de Butler Flats *
- Phare de Clarks Point
- Phare de Borden Flats *
- Fairhaven Bridge Light (en)

## Comté de Dukes

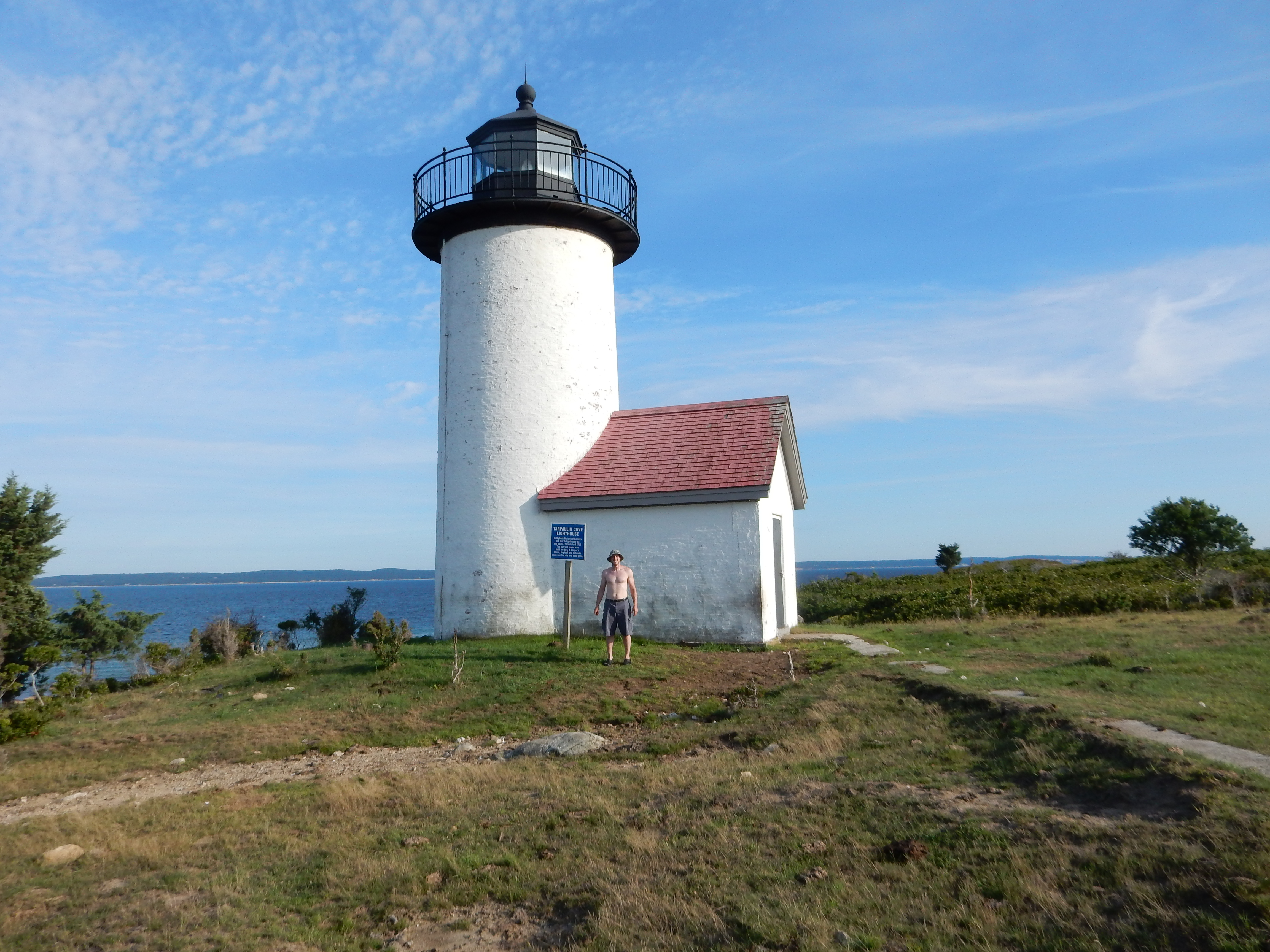
Parpaulin Cove

| - Elizabeth Islands : - Phare d'entrée de la baie de Buzzards - Phare de Cuttyhunk - Phare de Tarpaulin Cove * | - Martha's Vineyard : - Phare de Gay Head * - Phare de West Chop * - Phare de East Chop * - Phare d'Edgartown * - Phare de Cape Poge * |

## Comté de Nantucket

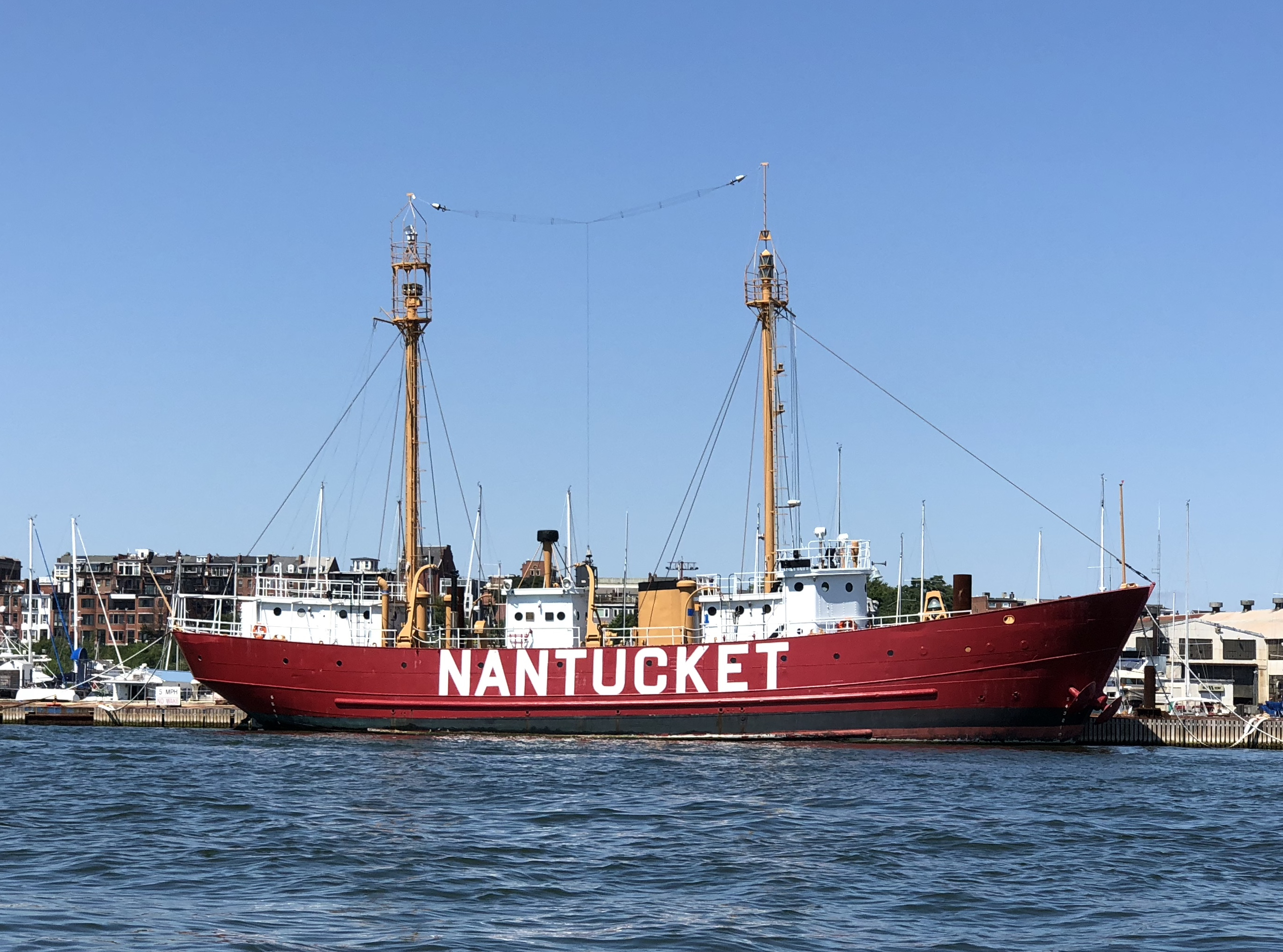
Nantucket (LV-112)

- Phares de Nantucket Cliff Range
- Phare de Brant Point *
- Phares de Nantucket Harbor Range
- Phare de Great Point *
- Phare de Sankaty Head *
- Nantucket Beacon (en)

- bateau-phare : Nantucket (LV-112)